# 木星的磁層
木星的磁層是太陽風在木星的磁場創造出來的空腔（太陽風的低密度空間），在朝向太陽的方向上延伸超過700萬公里，背向太陽的方向上則幾乎達到土星的軌道。木星的磁層是太陽系的行星磁層中最強大，也是體積最大的連續結構體（僅次于日球）。比起地球的磁層，木星的磁層更寬且更扁平，而且強了數個數量級，它的磁矩大約是地球的18,000倍。早在1950年代末期，無線電波的觀測就首先推測出木星磁場的存在，先鋒10號在1973年更直接測量到木星的磁場。
木星內部的磁場是由液態金屬氫構成的外核電流產生的。木星衛星，埃歐上的火山噴發，產生大量的二氧化硫氣體進入太空，在木星的附近形成巨大的氣體環，木星的磁場迫使這個環以與木星自轉相同的方向與相同的角速度旋轉。這些環攜帶了與電漿在一起的磁場，在過程中它被拉成煎餅狀的結構，稱為磁盤。結果是，木星的磁層是由埃歐的電漿和它自身的旋轉決定了形狀，而不像地球的磁層形狀是由太陽風造成的。磁層中強大的電流在木星的極區形成永駐的極光和強烈多變的無線電波，圍繞著木星的極軸，這意味著木星可以被視為非常微弱的電波脈衝星。木星的極光幾乎包括所有的電磁波頻譜，像是紅外線、可見光、紫外線和軟X射線。
木星的磁層有捕獲粒子並使粒子加速的作用，產生類似地球的范艾倫輻射帶，但強大了千萬倍輻射帶。高能粒子與木星巨大的衛星表面的交互作用，對它們的物理和化學性質有顯著的影響。這些相同的粒子也影響木星稀薄的行星環內的粒子。輻射帶的存在很明顯地會危害探測器和在太空旅行的人類。

## 構造
木星的磁層有著複雜的結構，其組成包括弓形震波、磁層鞘、磁層頂、磁尾、磁盤和其他的部分。木星周圍的磁場有幾個不同的來源，包括在行星核心流動的循環（內部的磁場）、環繞著木星的電漿和行星磁層邊界流動的電流。木星的磁層被嵌入隨著太陽風而來，運載著行星際磁場的電漿內。

### 內部的磁場
巨大的木星磁場，像地球一樣，是由內部的發電機引發的，由外核循環流動的導電體支援。不同的是，地球的核心是由熔融的鐵和鎳構成，木星核心的成分是金屬氫。如同地球一樣，木星的磁場大部分是偶極，單一的磁南極和磁北極在磁軸的兩端。然而，木星偶極的北極在木星的北半球，而偶極的南極位於南半球；相較於地球，它的北極在南半球，而南極在北半球。木星的場還有四極（quadrupole）和八極（octupole）與更高的組成，但它們的強度都不到偶極組成的十分之一。
偶極相對於木星自轉軸的傾斜類似於地球（11.3°），大約是10°。它在赤道附近的場強度大約是428μT（4.28G），這對應於偶極磁矩大約是1.56 × 1020 Tm3。這使得木星的磁場比地球強了10倍，而磁矩則大了18,000倍。木星磁場的自轉和其下方的大氣層有著相同的週期，都是9小時55分鐘。自從先鋒10號在20世紀70年代中期第一次測量迄今，都沒有觀察到其強度和結構的變化。

### 大小和形狀
木星的內部磁場阻擋了來自太陽的帶電粒子放射出來的太陽風，直接與它的大氣層交互作用；取而代之的是使它遠離行星，有效的創造出由不同於太陽風的電漿組成的一個太陽風空腔，稱為磁層。木星的磁層是如此的巨大，太陽和它可見的日冕可以豪不費力地放置在其中。如果有人能在地球上看見木星的磁層，儘管距離比月球遠了1,700倍，但看起來仍比滿月大上5倍。
如同地球的磁層，分隔冷但密度交高的太陽風電漿和來自木星磁層內熱而密度低的電漿的邊界稱為磁層頂。由磁層頂至木星中心點的距離從45至100RJ不等（此處R=71,492公里，是木星的半徑）。這是在日下點 －太陽在觀測者正上方的點，會隨著天體的運動而改變，不是一個固定的點－ 觀測得到的值。磁層頂的位置取決於太陽風施加的壓力，換言之是隨著太陽活動而改變。在磁層頂的前緣（距離木星的中心從80至130RJ）橫梗著弓形震波，是太陽風與磁層碰撞所引起的湍流造成的干擾。在弓形震波和磁層頂之間的區域稱為磁層鞘。

藝術家概念下的磁層，此處電漿層(7) 被描繪成環狀和片狀。

在木星背向太陽的一側，太陽風使木星的磁場線延展成為長長的磁尾，有時它延展的長度會越過土星的軌道。木星磁尾的結構與地球的相似，它包含兩個瓣（圖中藍色的部分），瓣內的磁場在南半球是指向木星，在北半球是背向木星。瓣被稱為磁尾電流片的薄層電漿分隔（在中間的橘色）。像地球一樣，木星的磁尾是來自太陽的電漿進入木星磁層內部的通道，它們在那兒，距離木星10RJ以內的距離被加熱和形成輻射帶。
上文所描述木星的磁層形狀是由中性電流片（也就是所謂的磁尾電流）維繫的，它隨著木星的自轉穿越尾部的電漿片，磁尾電流，它的流動在磁尾外面的邊界抗拒著木星的自轉；磁層頂電流（或查普曼-費拉羅電流）在白天側的磁層頂流動，抗拒著自轉。這些電流創造的磁場抵銷了內部向磁層外的磁場，它們本質上是與太陽風互動的。
木星的磁層在傳統上被分成三個部分：內磁層、中磁層和外磁層。內磁層位在10RJ距離以內。因為來自於磁層赤道電漿片電流的貢獻還很小，磁場內仍然大部分是偶極子。在中磁層（距離在10至40RJ）和外磁層（距離超過40RJ），因為與電流片的交互作用而受到嚴重的干擾，磁場不再是偶極（參見下面的磁盤）。

### 埃歐的作用

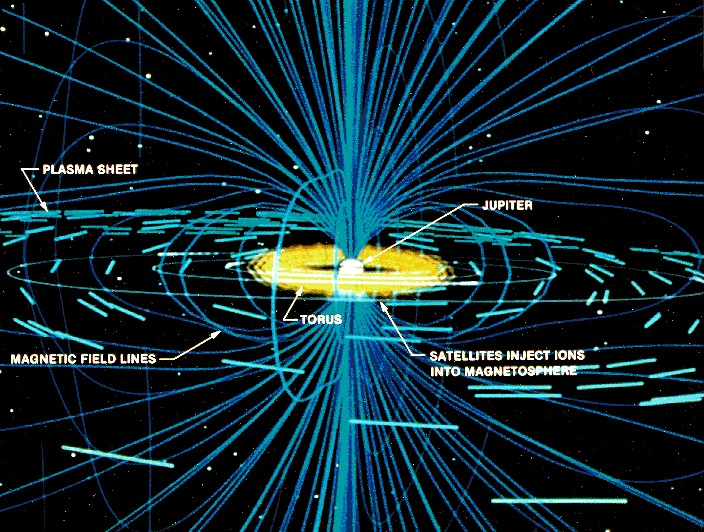
埃歐與木星磁場的交互作用。埃歐的電漿環是黃色的。

雖然，木星磁層整體的形狀類似於地球，但靠近行星的結構卻非常不同。木星活躍的火山衛星埃歐，本身就是一個巨大的電漿來源，每秒鐘可以在木星的磁層添加多達1000公斤的新物質。在埃歐上的強大火山噴發，會釋放出大量的二氧化硫，其中很大一部分會被來自太陽的紫外線解離成為原子或離子，產生硫和氧的離子：S+、O+、S2+和O2+。這些離子從衛星的大氣層逃逸，形成埃歐電漿環：在靠近埃歐的軌道上圍繞著木星，相對是密度較高但低溫的環。在環內的電漿溫度是10-100eV（100,000－1,000,000K），遠低於輻射帶內微粒的溫度 －10KeV（100MeV，1億eV）。在環內的電漿被迫與木星同步轉動，也就是說兩者有相同的轉動週期。埃歐環從根本上改變了木星磁層的動力學 。
由於幾種不同的程序，電漿會慢慢的從木星逃逸，主要的逃逸機制是擴散和交換不穩定性。當電漿遠離木星時，徑向電流會逐漸增加它的速度，以維持同步轉動。這些徑向電流也是磁場水平元件的來源，其結果是扭轉和對抗轉動。粒子數密度從在環處的2,000 cm−3開始衰減，至35 'R'J已減少至0.2cm−3。在中磁層，與木星的距離大於20RJ之處，同步轉動逐漸被打破，電漿開始旋轉得比木星自轉緩慢。最後，在與木星的距離大於40RJ（在外磁層）時，這些電漿完全脫離磁場，並且通過磁尾逃離磁層。當冷而稠密的電漿向外移動，取而代之的是來自外磁層熱而低密度的電漿（溫度高於20KeV，即2億K或更高）。這些電漿在絕熱加熱的過程下接近木星，在木星的內磁層形成輻射帶。

### 磁盤（Magnetodisk）
地球磁場的形狀大致是淚滴形，木星的則較平坦，像是相對於它的軸做周期性"搖晃"的盤子。這種類似盤子配置的主要原因來自電漿的同步轉動的離心力和熱電漿的熱壓力，兩者的行為都沿著木星的磁場線伸展開，在距離木星大於20RJ處形成一個扁平的煎餅狀結構，稱為磁盤。在磁盤的平面中間有很薄的電流片，大約就在磁赤道的附近。離開木星的磁場線從上方的一個點進入，接近木星的從下方的點離開。來自埃歐的電漿負載大大的擴展了木星磁層的尺寸，因為磁盤創造額外的內部壓力，平衡了太陽風的壓力。當沒有埃歐時，在日下點的磁層頂至木星中心的距離將小於42RJ，而實際上的平均距離是75RJ 。
磁盤的結構由水平方向的環狀電流（不能類比於地球的環狀電流）維護，它流經赤道電漿片跟隨著一起轉動。來自這股電流作用結果的羅倫茲力與木星內部磁場的交互作用創造出向心力，使得要從木星逃逸的電漿維持著同步轉動。估計在赤道電流片的總電流量在90-160百萬安培。

## 動力學

### 同步轉動和徑向電流

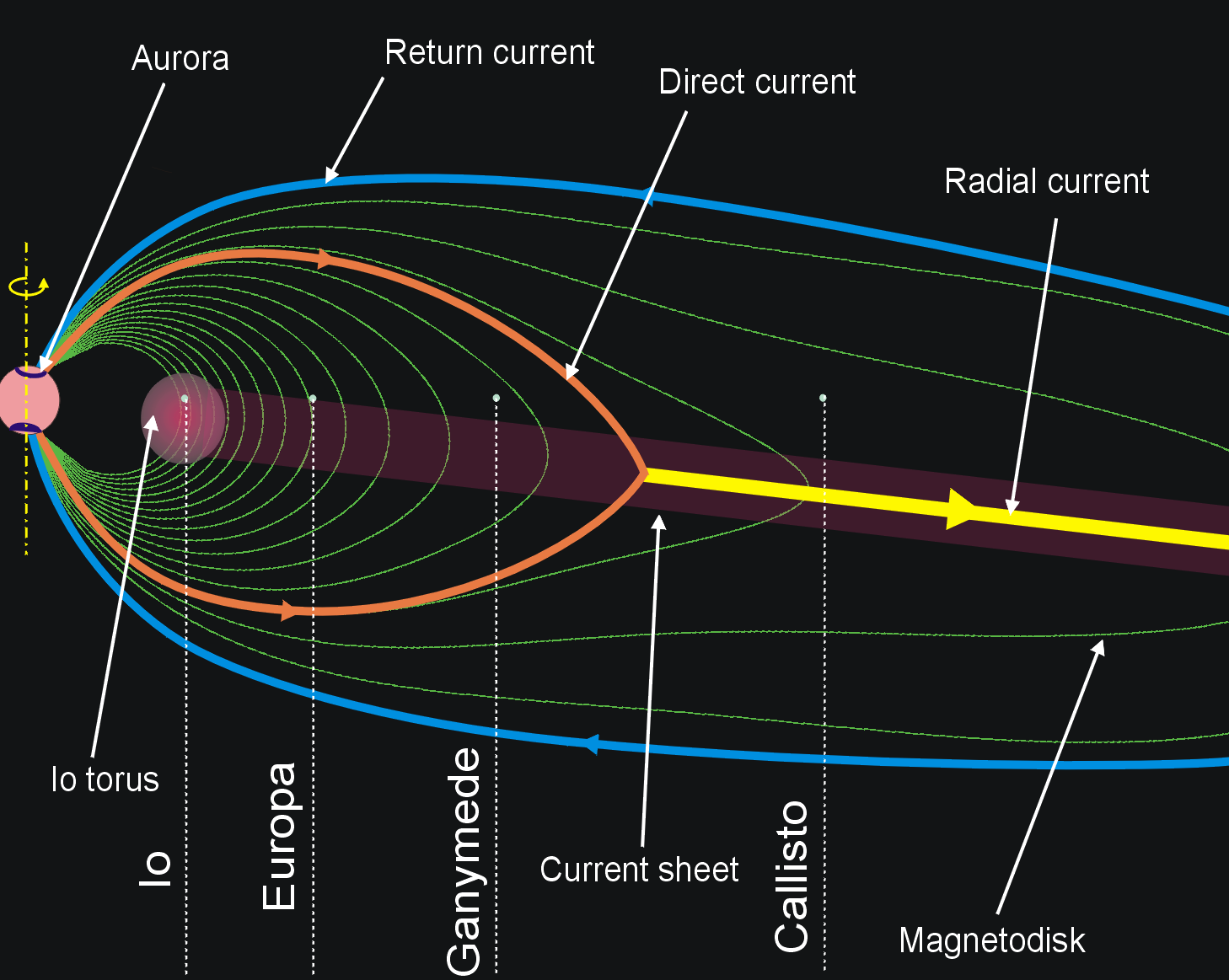
木星的磁場和共同轉動的強制電流。

木星磁層的主要驅動力來自木星的自轉，在這方面木星是類似於一種被稱為單極發電機的裝置。當木星旋轉時，由於它的磁偶極矩的指向朝向自轉的方向，電離層相對移動到木星的磁偶極場。這種運動的結果產生勞侖茲力，驅動負電荷朝向極區，而正電荷被推向赤道。其結果是，兩極成為負電區，接近赤道的地區成為帶正電區。由於木星的磁層充滿了高度導電的電漿，經過的電路是封閉的。一種稱為直流的電流沿著磁場線從電離層流向赤道電漿片。 然後這股電流沿著徑向在赤道電漿片向外流動，最後到達外磁層，再沿著連接到兩極的磁場線回到木星的電離層。沿著磁場線的電流通常稱為場準直電流，或是白克蘭電流。徑向電流與行星磁場的交互作用產生勞侖茲力，加速磁場中電漿在自轉方向上的速度，這是維持木星磁層中的電漿同步轉動的主要機制。
當相對應的電漿片轉得比木星慢時，從電離層流經電漿片的電流會特別強。如前文所述，同步轉動大約在距離木星中心20-40RJ的區域瓦解。這一地區對應的磁盤，在磁場中是高度擴張的。強大的直流電進入磁盤的源頭非常有限，大約是在磁極附近緯度16 ± 1。這個狹窄的圓形區域對映著木星主要的極光橢圓（見下文。）。返回的電流從距離木星超過50RJ的外磁層進入木星的兩極，完成封閉的電路。 估計在木星磁層的總徑向電流在60-140百萬安培。
加速電漿的同步轉動導致能量從木星的轉動能量轉換成為電漿的動能。在這個意義上，木星的磁層是由行星的自轉獲得能量，而地球的磁層是由太陽風提供動力。

### 交換不穩定性和磁重聯
在解釋木星的磁層動力學上遭遇到的主要問題是重而冷的電漿如何從在6Rj處的埃歐環，傳輸到距離超過50Rj的外磁層。這一過程的確切機制尚不清楚，但假設發生電漿擴散是因為交換不穩定性。這個過程類似流體力學的瑞利泰勒不穩定性。在木星的磁層情況下，離心力是和重力競逐的角色，重的液體是來自埃歐冷而高密度的電漿；輕的液體是來自外磁層，熱但是密度低許多的電漿。不穩定導致磁層內部和外部交換的流量管被電漿充滿。輕且空的流量管朝向木星運行，同時推擠重的，充滿來自埃歐的電漿的流量管離開木星。這種流量管的交換形成一種磁層的湍流。

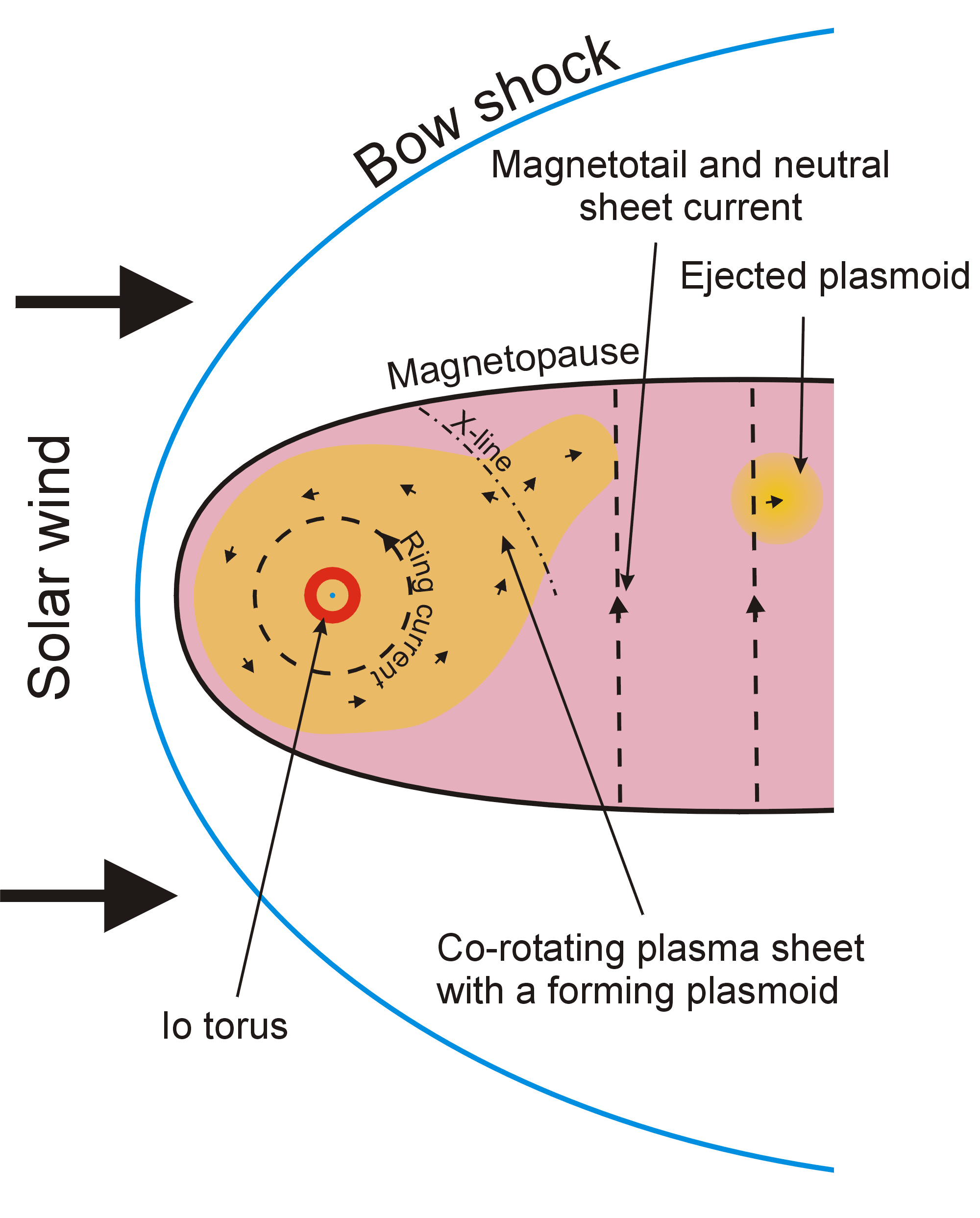
從木星的北極上方往下看木星的磁層。

這張高度假設的流量管交換圖有部分已經被伽利略號太空船證實，在內磁層檢測到電漿密度明顯縮減，並且磁場強度增強的區域。這些空隙可能對應於從外磁層抵達，幾乎是空的流量管。在中磁層，伽利略號觀測到被稱為注射的事件，這些發生在來自外磁層的熱電漿撞擊磁盤之際，導致高能粒子流的流量和磁場強度的增加。但目前還不知道冷的電漿是如何向外輸送。
當裝載埃歐的冷電漿流量管到達外磁層時，它們可能經由磁重聯的過程，讓與磁場分離的電漿重返磁場。流量管再度充滿熱而稀薄的電漿返回內磁層，而遺留下來冷而稠密的電漿或許成為磁尾中的團塊。磁重聯的過程可能對應於伽利略號觀測到每隔2-3天規則發生的全球性重組合事件。重組合事件通常包括磁場方向和強度快速和混沌的變異，以及電漿運動突然的改變，它們經常不再同步轉動，並且開始向外流動。它們主要觀察的是黎明側的夜間磁層。沿著磁尾開放的磁場線向外流動的電漿被稱為行星風。
磁重聯事件類似於地球磁層的磁層副暴，兩者的區別在於它們各自的能量來源：地球的磁暴涉及太陽風儲存在磁尾的能量，以及隨後通過重聯結事件釋放儲存在磁尾的中性電流片的能量。木星的磁層也創造外移至磁尾的電漿團，但是在木星的磁層，木星旋轉的能量儲存在磁盤，而在電漿團離開它時被釋放出來。

### 太陽風的影響
木星磁層的動力學主要取決於內部的能量來源，太陽風可能只是一個小角色，主要是作為高能質子的來源。外磁層的結構顯示太陽風驅動磁層的特徵，包括黃晨－昏的不對稱。尤其是黃昏區間的磁場線灣曲方向和黎明的區間相反。另一方面，黎明的磁層包含連結到磁尾的開放磁場線，而黃昏的磁層所有的磁場線都是閉合的。所有的這些觀測都表明太陽風驅動磁場線重聯結的程序，在地球上所謂的唐吉週期，可能也發生在木星的磁層。
太陽風對木星磁層動力學的影響程度，目前還不是很清楚；然而，在太陽活動提高時，它的影響也會增強。極光無線電、可見光和X射線的發射，以及來自輻射帶的同步加速輻射和其它所有的，都顯示與太陽風的壓力相關聯，表明太陽風可能驅動在磁層內的電漿迴圈或內部調整程序的模組。

## 發射物

### 極光

木星北極光的影像，顯示主體的極光橢圓、極發射，和與衛星交互作用所產生的斑點。

木星在兩極展示出明亮、持續存在的極光。不同於地球的極光只在太陽活動活躍時，暫時的出現在極區；木星的極光是永久性的，然而它的強度每天每刻都在變化。它們由三個主要的元件組成：極光橢圓，這是狹窄的亮區，寬度小於1,000公里，圓形的特徵位於距離磁極大約16°；衛星的極光斑點，對應於最大的四顆衛星聯結到木星電離層的磁場線所留下的印記，和位於主體橢圓形的瞬變與排放。而極光幾乎在所有的電磁頻譜上都有發射，從無線電波到X射線（到達3KeV），最明亮的是中紅外線（波長3－4μm和7－14μm）和遠紫外線（波長從80－180nm）。
橢圓區是木星極光的主導部分，它們有穩定的形狀和位置，但其強度與太陽風的壓力強烈相關 －太陽風強大，極光就微弱。如上所述，主要的橢圓是由磁盤的電漿和木星電離層的電位降，加速電子的強力注入來維護。這些電子攜帶的場準直電流維持著磁盤內電漿的同步轉動。因為在赤道片之外只有稀疏的電漿，其電位降只能發展出有限的能力，不足以攜帶如此強的電流。猛然沉降的電子，能量範圍在10－100KeV，能深入木星的大氣層，它們在那兒電離和激發氫分子，導致紫外線的發射。進入電離層的總能量是10－100TW。另一方面，電離層被流動的電流加熱，這種過程稱為焦耳加熱，能產生300TW的能量，是負責木星極光的強紅外線輻射和木星熱成層部分熱的來源。
| 發射                        | 木星     | 埃歐斑點         |
| --------------------------- | -------- | ---------------- |
| 無線電(KOM, <0.3MHz)        | 〜1GW    | ?                |
| 無線電 (HOM, 0.3–3MHz)      | 〜10GW   | ?                |
| 無線電 (DAM，3–40MHz)       | 〜100GW  | 0.1–1GW (Io-DAM) |
| 紅外線 (碳氫化合物，7–14μm) | 〜40TW   | 30–100GW         |
| 紅外線 (H3+, 3–4μm)         | 4–8TW    | 30–100GW         |
| 可見光 (0.385–1μm)          | 10–100GW | 0.3GW            |
| 紫外線 (80–180nm)           | 2–10TW   | 〜50GW           |
| X射線 (0.1–3keV)            | 1–4GW    | ?                |

斑點被發現對應於三顆伽利略衛星：埃歐、歐羅巴、佳利美德，因為同步轉動的電漿鄰近衛星時會度會減緩。最亮的斑點屬於埃歐，是磁層內電漿的主要來源（見上文）。埃歐的極光斑點被認為與從木星流向埃歐電離層的阿耳芬流相關聯。歐羅巴和佳利美德的斑點就黯淡許多，因為這些衛星只是微弱的電漿源，表面只有水冰的昇華。
在極光橢圓的主體偶爾會出現明亮的弧和斑點，這些瞬變現象被認為與太陽風的交互作用有關，在這些區域的磁場線被認為是開放的或是應射到磁尾。在主體的橢圓內側還觀察到第二個橢圓，可能和磁場線開放與閉合的邊界或是極區尖角有所關聯。極區的極發射類似於地球兩極附近觀察到的：當太陽的磁場與行星磁場磁重聯時，會在兩極同時出現電子被電位勢加速接近行星。在兩極的主體橢圓區域發射的大部分是X射線極光。X射線極光發射的譜線包含高度電離的氧和硫，這可能是高能的（數百KeV）氧和硫沉澱進入極區的木星大氣層內造成的，但沉澱的來源仍然未知。

### 木星像波霎
木星是個強大的電波源，頻譜範圍由數千赫茲伸展至數千萬赫茲。頻率大約在0.3MHz（波長超過1公里）的無線電波被稱為木星千米波（Jovian kilometric radiation）或KOM；頻率在0.3－3MHz（波長在100－1,000米）被稱為粨發射或HOM（hectometric）；而發射頻率在3－40MHz的稱為公丈發射或DAM（decametric）。後者是第一個從地球上觀測到的，其大約10小時的週期，說明與標識它是來自木星。DAM發射最強的部份與埃歐和木星－埃歐系統有關，稱為埃歐DAM。

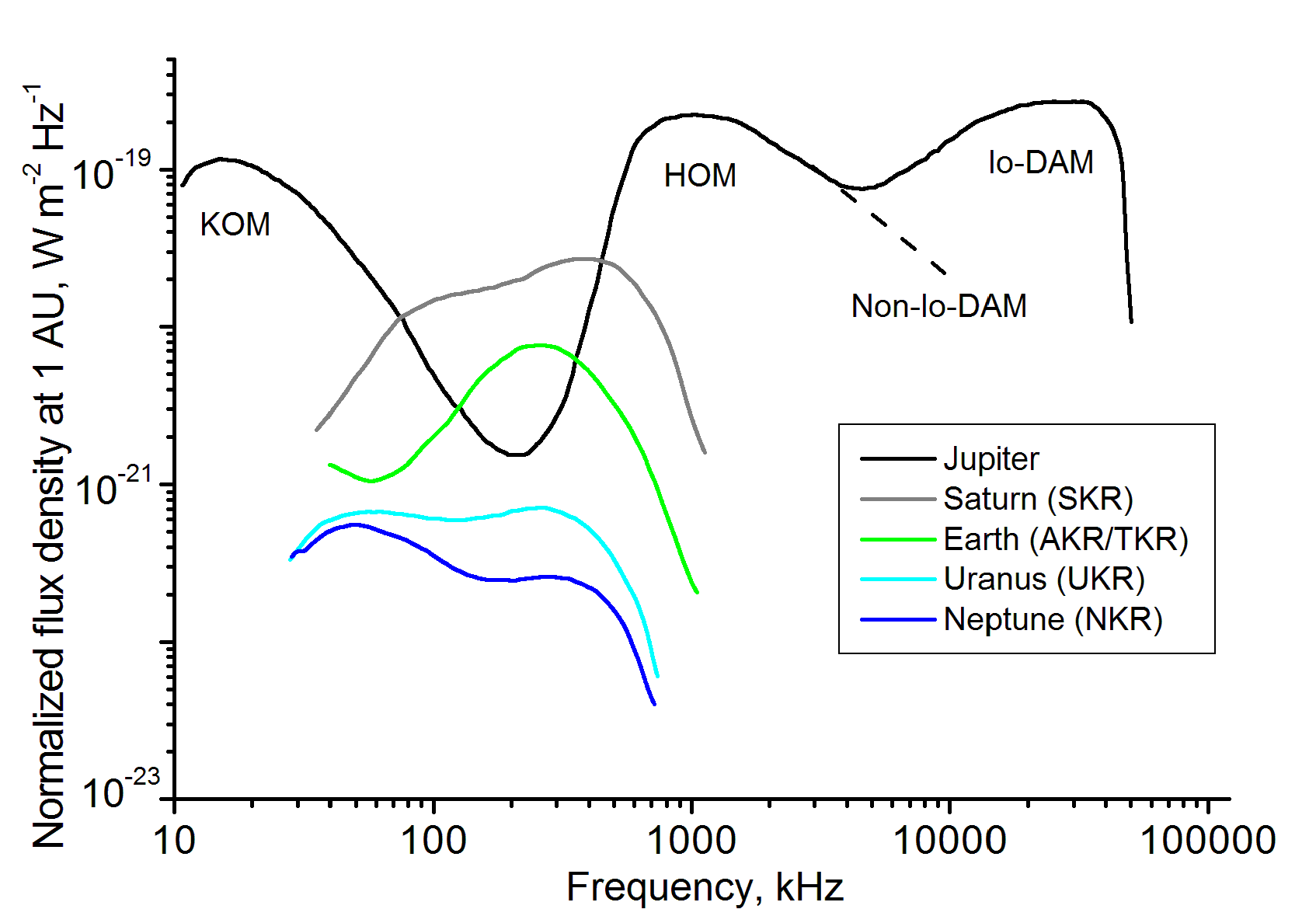
木星的無線電發射範圍和其它四顆帶有磁性的行星比較，此處的（N、T、S、U）KR分別表示（海王星、地球、土星和天王星）的千米波輻射。

這些發射絕大部分被認為是由一種稱為迴旋加速邁射不穩定的機制導致，它們在靠近極光的區域發展，使得電子在兩極之間產生反覆的彈跳。參與電子產生的無線電波很可能攜帶電流從木星的兩極到磁盤。木星無線電發射的強度通常隨時間平滑的改變，然而，木星會週期性的發出短而有力的爆發（S爆發），可以超過所有其他的發射。DAM的總發射功率大約是100GW；而HOM/KOM合起來大約是10GW。相較之下，地球的所有的無線電發射功率大約是0.1GW。
木星的無線電和粒子發射與它的自轉有著強烈的調階，使這顆行星與波煞有點類似。這個週期性的調幅可能涉及木行磁層的不對稱，這是由磁矩相對於自轉軸的傾斜所造成的大範圍磁異常。受到物理學制約的木星無線電發射類似無線電脈衝星，不同的是只有它的強度，因而木星也可以被當成非常小的無線電波煞。此外，木星的無線電發射與太陽風的壓力有著強烈關聯性，也就是太陽活動。
除了相對波長較長的輻射，木星也會發出同步輻射（也稱為木星分米波或DIM），頻率範圍在0.1－15GHz（波長從3m至2cm），這是被困在木星輻射帶內的電子產生的相對論性軔致輻射。對DIM發射做出貢獻的電子能量範圍從0.1－100MeV，而主要的範圍在1－20MeV 。這種發射自20世紀的60年代就已經被很好的理解，並用在研究行星的磁場和輻射帶的結構。輻射帶中的粒子來自外磁層，當它門禁到內磁層時，經歷了絕熱加熱的過程。
木星的磁層拋出的高能電子和離子流（能量高達10MeV），可以旅行到達地球的軌道。這些高度準直和隨著行星自轉週期性變化，像是無線電發射的無線電波，使得木星在這方面就像是一顆波煞。

## 與環和衛星的交互作用
木星廣大的磁層包覆了全部四顆伽利略衛星和環系統， 靠近磁赤道的軌道，使這些機構成為磁層內電漿的來源和儲存所，而來自磁層的高能粒子也改變了它們的表面。粒子飛濺表面，經由化學變化的輻射分解創建新材料。電漿與行星的同步轉動意味著電漿與衛星的尾隨半球有理想的交互作用，造成明顯的半球對稱性。另一方面，衛星強大的內部磁場對木星的磁場也有貢獻。

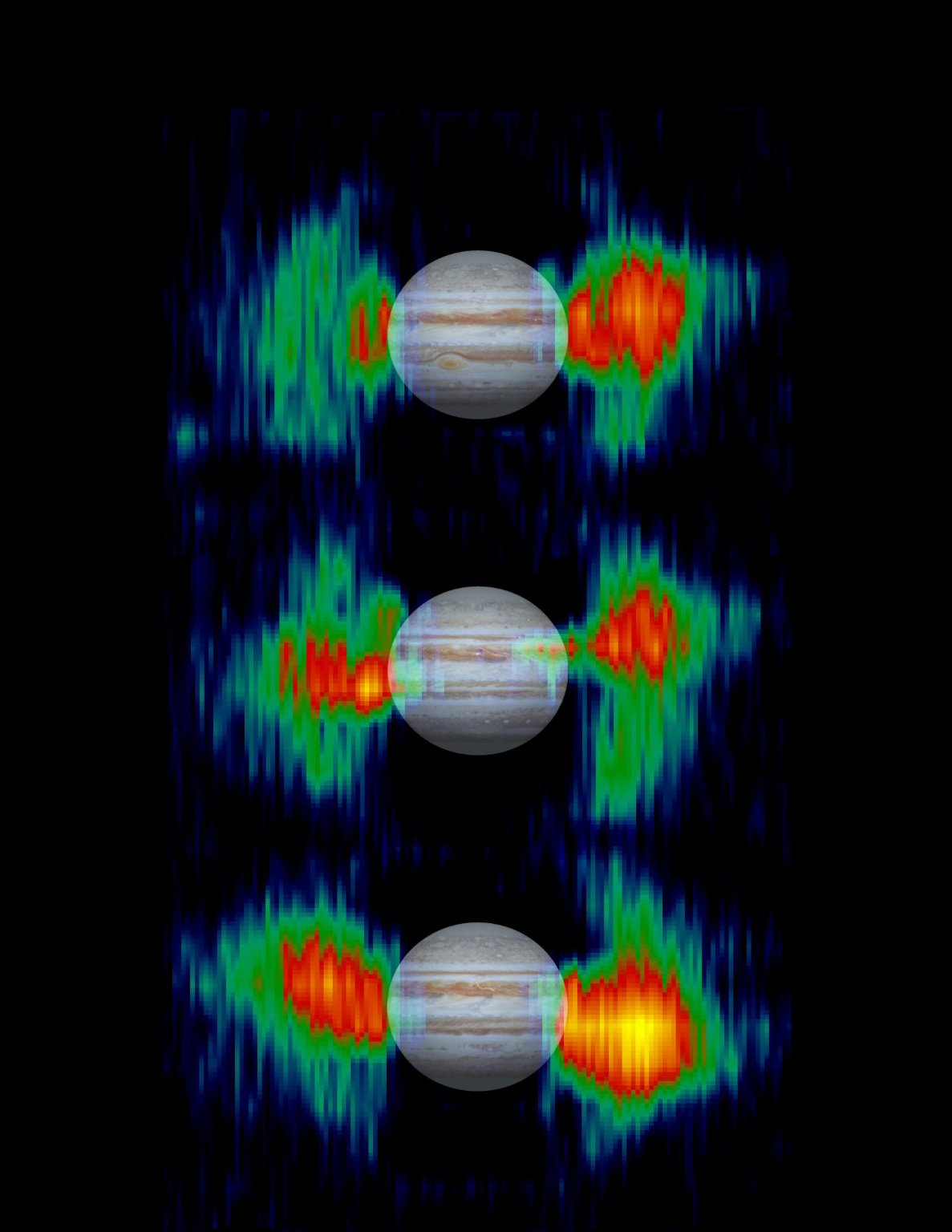
木星可變的輻射帶。

在木星附近，木星的環和小衛星從輻射帶吸收高能粒子（能量高於10KeV）。這將在輻射帶的空間分布創造出明顯的空隙，和影響到波長在10cm的同步輻射。事實上，當先鋒11號在接近木星時檢測到木星附近的高能粒子數量急遽的下降，就首先假設有木星環的存在。行星的磁場強烈的影響次微米環粒子的運動，在太陽的紫外線影響下它們會獲得電子。它們的行為與同步轉動的離子相似。在同步轉動和軌道運動的交互作用下的共振，被認為是最內側的冕環（位於1.4－1.7RJ）的創造著，它們包含在高度傾斜和離心率軌道上的次微米粒子。這些微粒起源於主環，當它們朝向木星漂移時，它們的軌道受到位於1.71RJ，強大的3:2勞侖茲共振修改，增加了傾斜和離心率。。另一種2:1的勞侖茲共振距離為1.4Rj，定義了冕環內側的邊界。
所有的伽利略衛星都有稀薄的大氣層，表面壓力的範圍在0.01–1n帕，並且支援電子密度範圍在1,000–10,000cm−3的實質電離層。分流在它們周圍，同步轉動的磁層冷電漿流在它們的電離層產生感應電流，創造被稱為阿耳分翅的楔狀結構。大衛星與同步轉動電漿流的交互作用類似於太陽風和沒有磁場的金星之間的交互作用。雖然同步轉動電漿流速度通常低於次音速（速度變化從74至328Km/S），這可以防止弓形震波的形成。同步轉動電漿流的壓力不斷的將衛星（特別是埃歐）的氣體從大氣層剝離，並將這些原子電離與納入同步轉動。這個過程在鄰近衛星軌道附近創造出氣體和電漿的環，埃歐的環是其中最突出的。實際上，伽利略衛星（主要是埃歐）是木星的內磁層和中磁層電漿源的主要提供者。同時，高能粒子受到阿耳芬翅的牽引，得以大量的自由進入衛星的表面（佳利美德除外）。

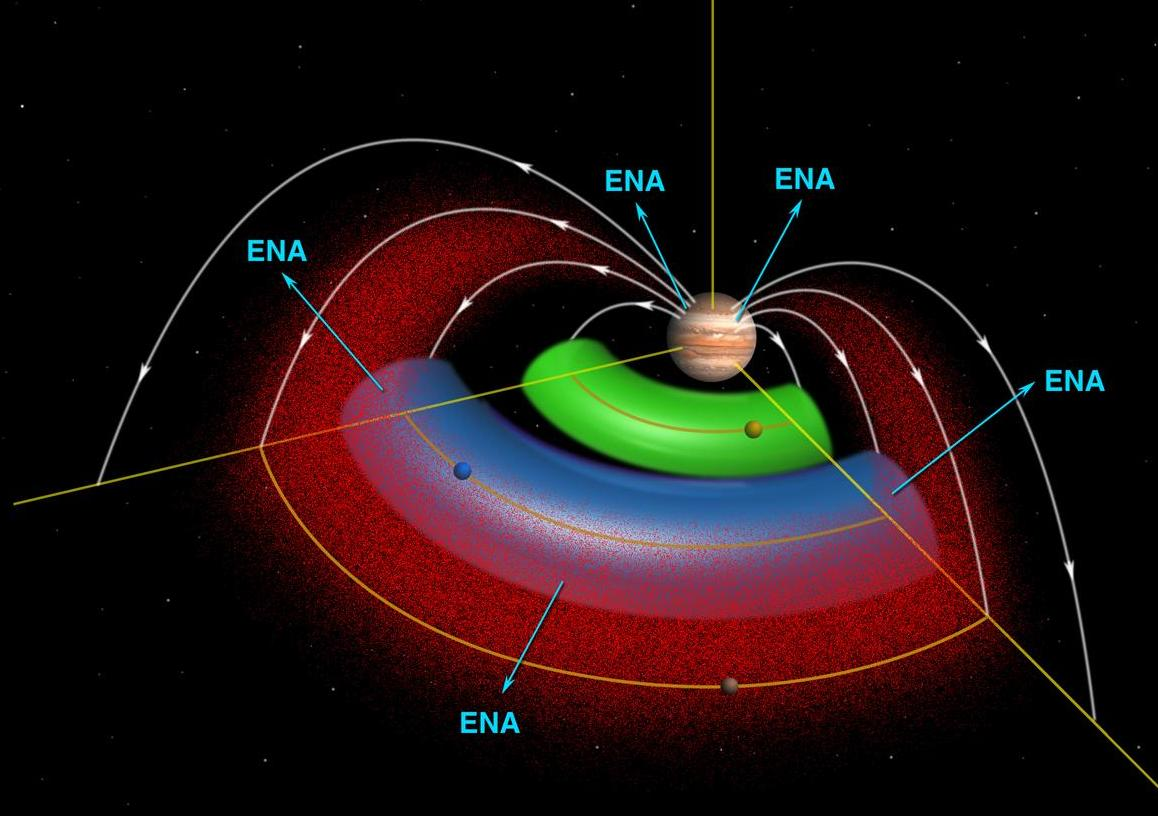
由埃歐和歐羅巴創造的電漿環。

冰的伽利略衛星歐羅巴、佳利美德和卡利斯多，都對木星的磁場產生反應生成誘導的磁矩。這些變化的磁矩在它們的周圍產生環繞的偶極磁場，以這些行動補償周圍環境的變化。感應被認為發生在地面下的鹽水，有可能存在於所有木星巨大的冰衛星。 這些地下海洋可以隱藏生物，而海洋存在的證據是伽利略號在1990年代的重大發現之一。
佳利美德有內在的磁矩，與木星磁層的交互作用，不同於非磁化的衛星。佳利美德的內部磁場在木星的磁層內切割出一個大約是本身直徑兩倍的空間，創造出木星磁層內的一個微型磁層。佳利美德的磁場轉移了磁層內的同步轉動電漿流繞著它的磁層。封閉的磁場線它也組絕了高能粒子，保護了衛星的赤道地區。但高能粒子依然可以自由的到達極區，因為那裏的磁力線是開放的。一些高能粒子會被佳利美德困住，在赤道附近創造出迷你的輻射帶。進入稀薄大氣層的高能粒子，造成佳利美德的極區出現極光。
帶電粒子對伽利略衛星的表面性質相當有影響力。來自埃歐的電漿攜帶著硫和鈉離子遠離木星。在那兒它們會優先被注入歐羅巴和佳利美德的尾隨半球上。然而，不知道甚麼原因，硫在卡利斯多卻集中在前導半球上。電漿使得衛星的尾隨半球變得黯淡（同樣的卡利斯多再次除外）。高能電子和離子，後者的通量更為各項同性，轟擊表面的冰，濺射原子和分子逃逸，造成水的輻射分解和其它的化合物。高能粒子分解水成為氫和氧，在冰衛星上維持著稀薄的含氧大氣層（因為氫會迅速的逃逸）。輻射分解在伽利略衛星表面產生的化合物還包括臭氧和雙氧水。如果存在有機物或碳酸鹽，二氧化碳、甲醇和碳酸。輻射分解產生的氧化物，像是氧氣和臭氧，可能被困在冰內，並在一段地質時間內被帶入地下進入海洋，因而可以充當可能存在生物的能量來源。

## 發現

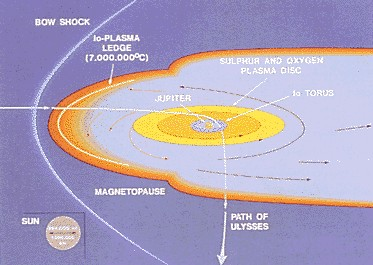
尤利西斯太空船在1992年通過木星磁層的軌跡。

木星有磁場的第一個證據來自1955年發現的十米波或DAM的無線電發射。當DAM的頻譜擴展至40MHz，天文學家認為木星必須擁有一個強度為1豪特斯拉（10高斯的磁場。
在1959年，觀測到微波（0.1–10GHz）部分的電磁頻譜，導致發現木星的分米輻射（DIM）和確認它是被困在行星輻射帶內的相對論性電子的同步輻射 。這些同步輻射被用來估計木星周圍的電子數量和能量，導致磁矩和它的傾斜量獲得改進。
到1973年，已經知道磁矩的數量級在2以內，而傾斜的值被修正到10°左右。在1964年發現木星的DAM調節主要來自埃歐（所以被稱為埃歐DAM），並據以精確的測量木星的自轉週期。明確的發現木星磁場是在1973年12月，當先鋒10號飛近木星之際。

## 1970年之後的探測
迄2009年，共有8艘太空船曾經飛越或環繞木星，都增加了目前對木星磁層的知識。到達木星附近的第一艘太空探測器是在1973年12月的先鋒10號，距離木星中心2.9RJ。孿生的先鋒11號在一年後造訪木星，沿著高傾斜的軌道接近木星至1.6RJ。
先鋒號提供了內部磁場最佳覆蓋範圍的有效資料。木星的輻射強度超過先鋒號設計者預期的10倍，因而很擔心探測器無法存活；然而，還是有少數的監測器故障，它好不容易的通過輻射帶，保存了木星磁層大部分的資料，實際上木星的磁層曾經在這些點上輕微的向上”晃動”，並推離太空船。然而，因為先鋒11號的偏振計的成像儀收到太多虛假的指令，導致失去許多埃歐的影像。後續更先進的航海家太空船不得不重新設計，以對抗高強度的輻射。
航海家1號和2號分別在1979－1980年幾乎就飛越木星的赤道平面。航海家1號從距離木星中心5RJ處掠過，是首度接觸埃歐電漿環的探測器。航海家2號10RJ處通過，發現在赤道平面的電流片。下一艘接近木星的探測器是1992年的尤利西斯號，它研究了木星極區的磁層。
伽利略號從1995年至2003年在環繞木星的軌道上，提供木星磁場全面性的資料，在赤道平面附近遠達100RJ。研究的區域包括磁尾和磁層的黎明和黃昏的區段。雖然伽利略號成功的在嚴苛的輻射環境下存活下來，它仍然經歷了幾個技術上的問題。特別是，太空船上殘存的陀螺儀經常存在著越來越大的誤差。在太空船旋轉和不旋轉的部分之間發生的電弧，有好幾次使探測器進入安全模式，導致第16、18、和33軌道周期的資料全部損失掉。輻射也導致伽利略號的超穩定石英震盪器的相位偏移。
當卡西尼號在2000年飛越木星時，它進行了與伽利略號的協同測量。最後一艘拜訪木星的太空船是新視野號，它在2007年以2,500RJ遠的距離掠過，沿著磁尾進行了獨特的研究。 木星磁層殘留的覆蓋面遠小於地球的磁場。未來的任務（例如朱諾號）重點在進一步的了解木星磁層的動力學。
在2003年，NASA對未來人類探索太陽系外行星，稱為"人類外行星探測"（Human Outer Planets Exploration，HOPE），進行概念性的研究。就卡利斯多表面的穩定性、衛星與木星的距離、低水準的輻射，開始討論建立地面基地的可能性。卡利斯多是木星的伽利略衛星中，人類唯一可以探索的。埃歐、歐羅巴和佳利美德上的電離輻射等級對人類是有害的，而且也還沒有制定足夠的保護措施。

## 註解
1. ↑  不要將地球偶極的南極和北極與地球的磁南極和磁北極混淆了，它們各自分別在南半球和北半球。
2. ↑  磁矩正比於赤道的磁場強度和赤道半徑的立方，木星的赤道半徑超過地球11。
3. ↑  例如，偶極方位角的指向變化小於0.01°[2]
4. ↑  不要將在木星磁層中的直流電與電路學中的直流電混淆了，後者是與交流電相對應。
5. ↑  質子的另一個主要來源是木星的電離層。[7]
6. ↑  卡利斯多可能也對應一個斑點，因為它或許與橢圓的主體一致，因此未能察覺。[50]
7. ↑  非埃歐-DAM遠比埃歐-DAM微弱，並且實際上是在HOM發射高頻率的尾端[53]。
8. ↑  勞侖茲共振是存在於微粒的軌道速度和行星磁層的自轉週期之間。如果它們的角頻率是m:n（有理數）的關係，則科學家稱之為m:n勞侖茲共振。所以，在3：2共振的情況下，微粒在距離木星1.71Rj的距離上每繞行木星三圈，磁層就繞行木星二圈[66]
9. ↑  先鋒10號攜帶了氦向量磁力計，直接測量木星的磁場。這艘太空船還觀察了電漿和高能粒子。[1]

## 引文來源
- Bhardwaj, A.; Gladstone, G.R.  (PDF). Reviews of Geophysics. 2000, 38 (3): 295–353  [2009-06-23]. Bibcode:2000RvGeo..38..295B. doi:10.1029/1998RG000046. （原始内容存档 (PDF)于2011-06-28）.
- Blanc, M.; Kallenbach, R.; Erkaev, N. V. . Space Science Reviews. 2005, 116 (1–2): 227–298. Bibcode:2005SSRv..116..227B. doi:10.1007/s11214-005-1958-y.
- Bolton, S.J.; Janssen, M.;  et al. . Nature. 2002, 415 (6875): 987–991  [2009-06-23]. Bibcode:2002Natur.415..987B. PMID 11875557. doi:10.1038/415987a. （原始内容存档于2016-03-07）.
- Burke, B.F.; Franklin, K. L. . Journal of Geophysical Research. 1955, 60 (2): 213–217. Bibcode:1955JGR....60..213B. doi:10.1029/JZ060i002p00213.
- Burns, J.A.; Simonelli, D. P.; Showalter; Hamilton; Porco; Throop; Esposito.  (PDF). Bagenal, F.;  et al  (编). . Cambridge University Press: 241. 2004  [2009-06-23]. Bibcode:2004jpsm.book..241B. ISBN 0-521-81808-7. （原始内容存档 (PDF)于2006-05-12）. |chapter-format=被忽略 (帮助)
- Clarke, J.T.; Ajello, J.;  et al.  (PDF). Nature. 2002, 415 (6875): 997–1000  [2009-06-23]. PMID 11875560. doi:10.1038/415997a. （原始内容存档 (PDF)于2011-07-21）.
- Cooper, J. F.; Johnson, R. E.;  et al.  (PDF). Icarus. 2001, 139 (1): 133–159. Bibcode:2001Icar..149..133C. doi:10.1006/icar.2000.6498. （原始内容 (PDF)存档于2009-02-25）.
- Cowley, S.W. H.; Bunce, E. J. . Planetary and Space Science. 2001, 49 (10–11): 1067–66. Bibcode:2001P&SS...49.1067C. doi:10.1016/S0032-0633(00)00167-7.
- Cowley, S.W. H.; Bunce, E. J. . Planetary and Space Science. 2003, 51 (1): 31–56. Bibcode:2003P&SS...51...31C. doi:10.1016/S0032-0633(02)00130-7.
- Drake, F. D.; Hvatum, S. . Astronomical Journal. 1959, 64: 329. Bibcode:1959AJ.....64S.329D. doi:10.1086/108047.
- Elsner, R. F.; Ramsey, B. D.;  et al.  (PDF). Icarus. 2005, 178 (2): 417–428  [2009-06-23]. Bibcode:2005Icar..178..417E. doi:10.1016/j.icarus.2005.06.006. （原始内容存档 (PDF)于2019-06-19）.
- Fieseler, P.D.; Ardalan, S. M.;  et al.  (PDF). Nuclear Science. 2002, 49 (6): 2739–58. Bibcode:2002ITNS...49.2739F. doi:10.1109/TNS.2002.805386. （原始内容 (PDF)存档于2011-07-19）.
- Hill, T. W.; Dessler, A. J. . Earth in Space. 1995, 8 (32): 6. Bibcode:1995EOSTr..76..313H. doi:10.1029/95EO00190. （原始内容存档于1997-05-01）.
- Hibbitts, C.A.; McCord, T.B.; Hansen, T.B. . Journal of Geophysical Research. 2000, 105 (E9): 22,541–557. Bibcode:2000JGR...10522541H. doi:10.1029/1999JE001101.
- Johnson, R.E.; Carlson, R.V.;  et al.  (PDF). Bagenal, F.;  et al  (编). . Cambridge University Press. 2004  [2009-06-23]. ISBN 0-521-81808-7. （原始内容 (PDF)存档于2016-04-30）. |chapter-format=被忽略 (帮助)
- Khurana, K.K.; Kivelson, M. G.;  et al.  (PDF). Bagenal, F.; Dowling, T.E.; McKinnon, W.B.  (编). . Cambridge University Press. 2004  [2009-06-23]. ISBN 0-521-81808-7. （原始内容存档 (PDF)于2014-03-19）. |chapter-format=被忽略 (帮助)
- Kivelson, M.G.  (PDF). Space Science Reviews (Springer). 2005, 116 (1–2): 299–318  [2009-06-23]. Bibcode:2005SSRv..116..299K. doi:10.1007/s11214-005-1959-x. （原始内容存档 (PDF)于2011-09-29）.
- Kivelson, M.G.; Bagenal, F.;  et al.  (PDF). Bagenal, F.; Dowling, T.E.; McKinnon, W.B.  (编). . Cambridge University Press. 2004  [2009-06-23]. ISBN 0-521-81808-7. （原始内容存档 (PDF)于2011-09-29）. |chapter-format=被忽略 (帮助)
- Krupp, N.; Vasyliunas, V.M.;  et al.  (PDF). Bagenal, F.;  et al  (编). . Cambridge University Press. 2004  [2009-06-23]. ISBN 0-521-81808-7. （原始内容存档 (PDF)于2009-02-27）. |chapter-format=被忽略 (帮助)
- Krupp, N. . Science. 2007, 318 (5848): 216–217. Bibcode:2007Sci...318..216K. PMID 17932281. doi:10.1126/science.1150448.
- Steve Miller, Alan Aylward, George Millward. . Space Science Reviews. 2005-01-01, 116 (1-2): 319–343  [2018-04-02]. ISSN 0038-6308. doi:10.1007/s11214-005-1960-4. （原始内容存档于2018-06-11） （英语）.
- Nichols, J. D.; Cowley, S. W. H.; McComas, D. J. . Annales Geophysicae. 2006, 24 (1): 393–406  [2009-06-23]. Bibcode:2006AnGeo..24..393N. doi:10.5194/angeo-24-393-2006. （原始内容存档于2019-06-20）.
- Palier, L.; Prangé, Renée. . Planetary and Space Science. 2001, 49 (10–11): 1159–73. Bibcode:2001P&SS...49.1159P. doi:10.1016/S0032-0633(01)00023-X.
- Russell, C.T.  (PDF). Reports on Progress in Physics. 1993, 56 (6): 687–732. Bibcode:1993RPPh...56..687R. doi:10.1088/0034-4885/56/6/001.
- Russell, C.T. . Planetary and Space Science. 2001, 49 (10–11): 1005–1030. Bibcode:2001P&SS...49.1005R. doi:10.1016/S0032-0633(01)00017-4.
- Russell, C.T.; Khurana, K.K.; Arridge, C.S.; Dougherty, M.K.  (PDF). Advances in Space Research. 2008, 41 (8): 1310–18  [2009-06-23]. Bibcode:2008AdSpR..41.1310R. doi:10.1016/j.asr.2007.07.037. （原始内容 (PDF)存档于2012-02-15）.
- Santos-Costa, D.; Bourdarie, S.A. . Planetary and Space Science. 2001, 49 (3–4): 303–312. Bibcode:2001P&SS...49..303S. doi:10.1016/S0032-0633(00)00151-3.
- Smith, E. J.; Davis, L. Jr.;  et al. . Journal of Geophysical Research. 1974, 79 (25): 3501–13. Bibcode:1974JGR....79.3501S. doi:10.1029/JA079i025p03501.
- Troutman, P.A.; Bethke, K.;  et al. . American Institute of Physics Conference Proceedings. 28 January 2003, 654: 821–828. doi:10.1063/1.1541373.
- Williams, D.J.; Mauk, B.; McEntire, R. W. . Journal of Geophysical Research. 1998, 103 (A8): 17,523–534. Bibcode:1998JGR...10317523W. doi:10.1029/98JA01370.
- Wolverton, M. . Joseph Henry Press. 2004. ISBN 978-0-309-09050-6.
- Zarka, P.; Kurth, W. S. . Journal of Geophysical Research. 1998, 103 (E9): 20,159–194. Bibcode:1998JGR...10320159Z. doi:10.1029/98JE01323.
- Zarka, P.; Kurth, W. S. . Space Science Reviews. 2005, 116 (1–2): 371–397. Bibcode:2005SSRv..116..371Z. doi:10.1007/s11214-005-1962-2.

## 進階讀物
- Carr, Thomas D.; Gulkis, Samuel. . Annual Review of Astronomy and Astrophysics. 1969, 7 (1): 577–618. Bibcode:1969ARA&A...7..577C. doi:10.1146/annurev.aa.07.090169.003045.
- Edwards, T.M.; Bunce, E.J.; Cowley, S.W.H. . Planetary and Space Science. 2001, 49 (10–11): 1115–23. Bibcode:2001P&SS...49.1115E. doi:10.1016/S0032-0633(00)00164-1.
- Gladstone, G.R.; Waite, J.H.; Grodent, D. . Nature. 2002, 415 (6875): 1000–03  [2009-06-23]. Bibcode:2002Natur.415.1000G. PMID 11875561. doi:10.1038/4151000a. （原始内容存档于2010-08-27）.
- Kivelson, Margaret G.; Khurana, Krishan K.; Walker, Raymond J.  (PDF). Journal of Geophysical Research. 2002, 107 (A7): 1116  [2009-06-23]. Bibcode:2002JGRA..107.1116K. doi:10.1029/2001JA000251. （原始内容存档 (PDF)于2011-09-29）.
- Kivelson, M.G.  (PDF). Advances in Space Research. 2005, 36 (11): 2077–89  [2009-06-23]. Bibcode:2005AdSpR..36.2077K. doi:10.1016/j.asr.2005.05.104. （原始内容存档 (PDF)于2011-09-29）.
- Kivelson, Margaret G.; Southwood, David J.  (PDF). Planetary and Space Science. 2003, 51 (A7): 891–98  [2009-06-23]. Bibcode:2003P&SS...51..891K. doi:10.1016/S0032-0633(03)00075-8. （原始内容存档 (PDF)于2011-09-29）.
- McComas, D.J.; Allegrini, F.; Bagenal, F.;  et al. . Science. 2007, 318 (5848): 217–20. Bibcode:2007Sci...318..217M. PMID 17932282. doi:10.1126/science.1147393.
- Maclennan, G.G.; Maclennan, L.J.; Lagg, Andreas. . Planetary and Space Science. 2001, 49 (3–4): 275–82. Bibcode:2001P&SS...49..275M. doi:10.1016/S0032-0633(00)00148-3.
- Russell, C.T.; Yu, Z.J.; Kivelson, M.G.  (PDF). Geophysics Research Letters. 2001, 28 (10): 1911–12  [2009-06-23]. Bibcode:2001GeoRL..28.1911R. doi:10.1029/2001GL012917. （原始内容存档 (PDF)于2011-09-29）.
- Zarka, Philippe; Queinnec, Julien; Crary, Frank J. . Planetary and Space Science. 2001, 49 (10–11): 1137–49. Bibcode:2001P&SS...49.1137Z. doi:10.1016/S0032-0633(01)00021-6.